# Pesca (kommun)
Pesca är en kommun i Colombia.   Den ligger i departementet Boyacá, i den centrala delen av landet, 160 km nordost om huvudstaden Bogotá. Antalet invånare är 9 762. Arean är 282 kvadratkilometer.
Terrängen i Pesca är lite bergig.